# Autoridade de Supervisão Financeira (Polônia)

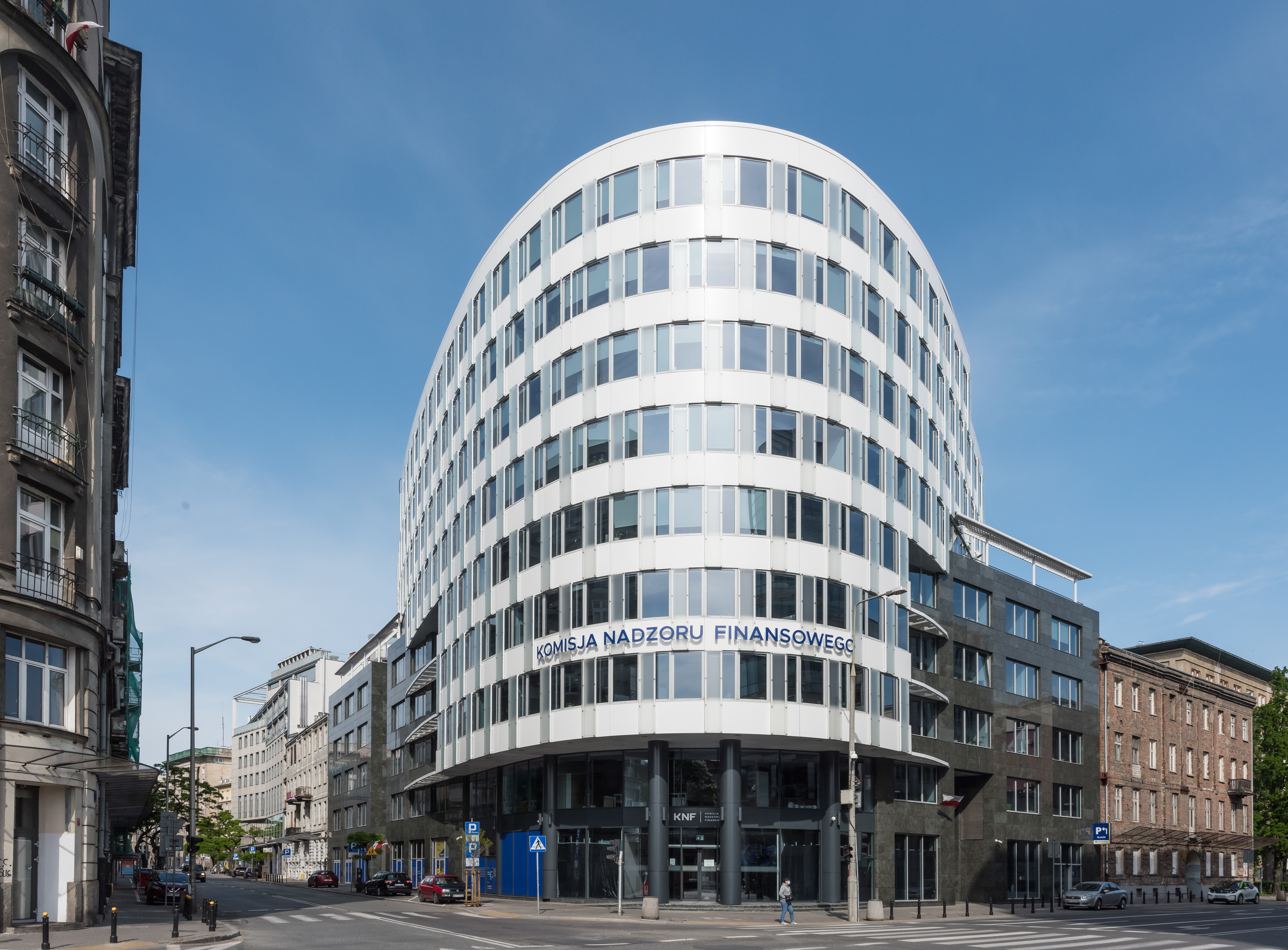
A sede da Autoridade Polaca de Supervisão Financeira em Varsóvia.

A Autoridade de Supervisão Financeira da Polônia (em polonês/polaco:  Komisja Nadzoru Finansowego (KNF)  é a autoridade reguladora financeira da Polônia. Suas responsabilidades incluem a supervisão de instituições bancárias, mercados de capitais, seguros, planos de pensões e instituições de dinheiro eletrônico.

## História
A KNF foi formada em 19 de setembro de 2006 de acordo com a Lei de Supervisão do Mercado Financeiro de 21 de julho de 2006. O novo órgão de fiscalização assumiu as funções da Comissão de Fiscalização dos Seguros e Fundos de Pensões e da Comissão de Valores Mobiliários (Polónia), que foram extintas por força daquele ato.
A partir de 1 de janeiro de 2008, segunda fase da fusão da supervisão financeira na Polónia, a FSA polaca assumiu os poderes da Comissão de Supervisão Bancária juntamente com o seu gabinete, a Inspecção-Geral de Supervisão Bancária.
A FSA é uma entidade com financiamento público que atua como ponto de contato único e fiscalizador de todos os segmentos do mercado financeiro polonês. Atribui-se a ela a garantia de que os bancos poloneses permaneceram relativamente saudáveis durante a mais recente crise bancária global, monitorando e respondendo às medidas de liquidez bancária em meio à desaceleração geral da atividade econômica.

## Estrutura e responsabilidades
O Primeiro-Ministro da Polónia (Presidente do Conselho de Ministros ) nomeia o presidente da PFSA.
A Autoridade Polonesa de Supervisão Financeira exerce supervisão sobre o setor bancário, mercado de capitais, seguros e mercados de pensões, supervisão sobre instituições de pagamento e escritórios de serviços de pagamento, instituições de dinheiro eletrônico e o setor de cooperativas de crédito.
As tarefas do Comitê também incluem:
- praticar ações que visem o bom funcionamento do mercado financeiro;
- desenvolver atividades que visem o desenvolvimento do mercado financeiro e sua competitividade;
- realização de atividades de educação e informação relacionadas com o funcionamento do mercado financeiro;
- participação na preparação de projetos de atos jurídicos no domínio da supervisão dos mercados financeiros;
- criar a possibilidade de resolução amigável e conciliatória de litígios entre participantes do mercado financeiro, em particular litígios decorrentes de relações contratuais entre entidades sujeitas à supervisão da KNF e destinatários de serviços prestados por essas entidades;
- executar outras tarefas especificadas por lei.